# 3559 Violaumayer
3559 Violaumayer eller 1980 PH är en asteroid i huvudbältet som upptäcktes den 8 augusti 1980 av den  amerikanske astronomen Edward L.G. Bowell vid Anderson Mesa Station. Den är uppkallad efter den tyske astronomen Martin Mayer.
Asteroiden har en diameter på ungefär 10 kilometer.